# Popper (droga)

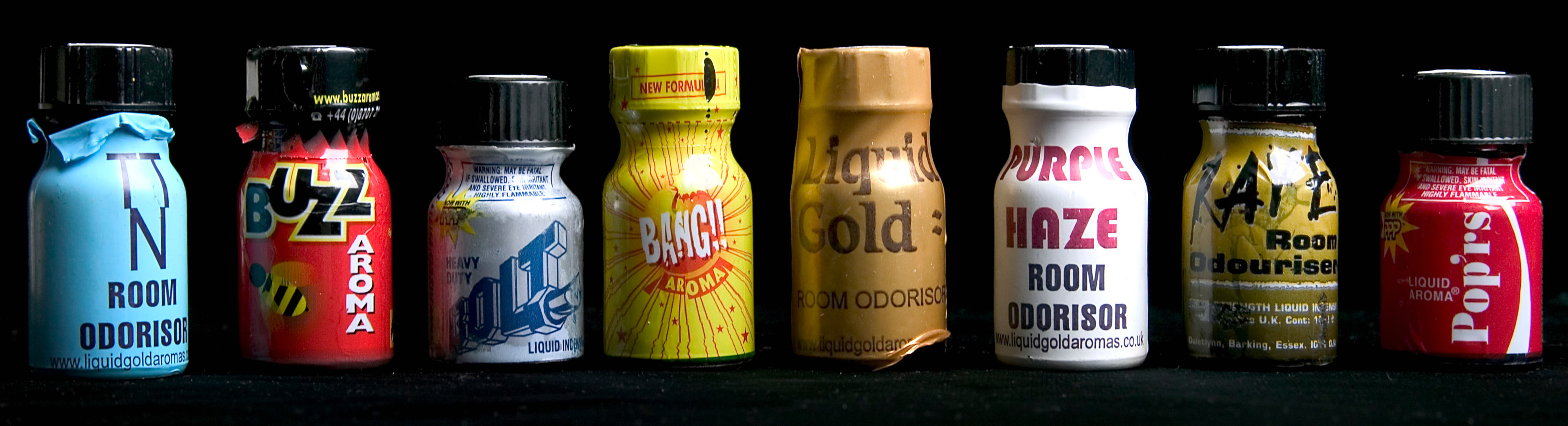
Una serie di bottigliette contenenti popper

I popper, anche noti come pop,  sono una serie di sostanze, con proprietà afrodisiache e rilassanti, assumibili per inalazione, appartenenti alla classe dei nitriti alchilici, usate in passato per diversi scopi farmacologici.

## Origine
Il popper è solitamente un composto di nitrito di amile, nitrito di etile o nitrito d'isobutile, ed è contenuto, con diversi nomi commerciali, in piccole bottiglie di vetro. Il nome deriva dal verbo onomatopeico inglese to pop, il suono provocato dall'apertura della fiala di vetro in cui nel passato veniva commercializzato questo prodotto. Il popper si è diffuso inizialmente nell'ambiente dei sexy shop, soprattutto britannici, ed è giunto nell'Europa continentale, negli anni novanta, parallelamente al consumo di altre droghe sintetiche.
I popper sono legali in alcuni paesi europei, come la Francia, l’Italia e l'Inghilterra, e sono generalmente venduti nei sexy shop.
In medicina è stato usato, opportunamente dosato, come antidoto negli avvelenamenti cianidrici, e in passato come farmaco anti-anginoso prima di essere soppiantato dalla nitroglicerina, di maggior durata d'azione e di maggiore sicurezza nell'utilizzo.

## Effetti indotti

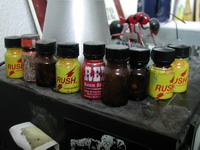
Alcune bottigliette contenenti il popper

Gli effetti dei popper (definiti generalmente come rush) sono molto brevi, ma intensi; durano circa 1 minuto (30/50 secondi) e sono seguiti da un forte aumento del battito cardiaco e da una brusca caduta della pressione arteriosa con conseguente sensazione di abbassamento delle funzioni psicofisiche.
I popper si assumono tramite aspirazione nasale e producono:
- afflusso di sangue al cuore e al cervello;
- vasodilatazione, intensa sensazione di calore e benessere[5];
- euforia.
- dilatazione e rilassamento dei muscoli involontari, come quelli della gola e dello sfintere.

## Effetti collaterali
Il popper aumenta il battito cardiaco troppo velocemente e può provocare attacchi di nausea, vomito, perdita di coscienza, alterazioni della vista e, in persone predisposte, disturbi cardiaci molto gravi. Ove assunto insieme con ecstasy, anfetamine, cocaina, il rischio di attacchi cardiaci aumenta notevolmente, anche nei soggetti in forma fisica perfettamente normale, non solo nei soggetti più o meno predisposti.
Si è sostenuto che con l'uso dei popper potesse aumentare la possibilità di trasmissione del virus dell'HIV, suppostamente a causa dell'intensa eccitazione, dello sbandamento e dell'eccessiva euforia, che avrebbero potuto condurre, in queste condizioni, ad esempio all'uso errato del preservativo o al disuso dello stesso; queste ipotesi sono però smentite da studi scientifici, che non ne hanno riscontrato prove concrete.
Sono possibili danni anche irreversibili alla mucosa nasale (in caso di consumo protratto o di contatto del popper liquido con la mucosa), irritazione, arrossamento e possibile comparsa di dermatite seborroica in caso di contatto del popper liquido con la pelle del viso, naso o labbra. 
L'ingestione può portare alla necrosi del tubo digerente o alla morte per avvelenamento; inoltre è assolutamente da evitare il contatto con gli occhi.
L'assunzione della sostanza può avere inoltre interazioni farmacologiche anche gravi quando, all'assunzione, si sia sotto terapia con acido acetilsalicilico (aspirina, cardioaspirina, flectadol), calcio-antagonisti o inibitori della fosfodiesterasi-5. Viste le interazioni col sistema cardiovascolare, non deve assolutamente essere utilizzato da soggetti affetti da anemia, glaucoma o da disturbi cardiaci e della pressione di qualsiasi tipo, assolutamente sconsigliato l'uso di questa sostanza in concomitanza con farmaci per la disfunzione erettile (Viagra, Cialis, ecc.), essendo anche loro vasodilatatori, il rischio di interazioni cardiache fatali è altissimo.